# كاثلين فيتزباتريك
كاثلين فيتزباتريك (بالإنجليزية: Kathleen Fitzpatrick)‏ هي مؤرخة أسترالية، ولدت في 7 سبتمبر 1905، وتوفيت في 27 أغسطس 1990.